# Los primeros días
Los primeros días. Un reportero atrapado en Wuhan es un libro escrito por Jaime Santirso en base a su experiencia vivida en Wuhan durante la pandemia del COVID-19 desde enero del 2020 como corresponsal de El País.

## Sinopsis
Los primeros días. Un reportero atrapado en Wuhan narra los hechos vividos por el autor, Jaime Santirso, desde que llega a Wuhan en enero del año 2020 para tomar datos sobre el COVID-19 e informar sobre el nuevo coronavirus en el periódico El País, para el que trabaja en ese momento, desde el origen de lo que sería llamada la pandemia de COVID-19. El ensayo está prologado por Soledad Gallego-Díaz.

## Historia
Los primeros días. Un reportero atrapado en Wuhan, es un relato estructurado con los datos periodísticos recabados por Jaime Santirso en Wuhan, el foco del pandemia, desde que llegó a la ciudad en enero de 2020, cuando era corresponsal en China de El País.
El capítulo inicial, Un nuevo virus, cuenta como de la extraña gripe que se vivía en Pekín es motivo de un artículo que escribe el 9 de enero y decide viajar a Wuhan. Después de llegar a Wuhan la ciudad se cerró por las órdenes gubernamentales, como medida para contener la enfermedad que avanzaba de forma invisible. El libro aporta datos recabados en todos los países y fuentes para analizar de forma objetiva los hechos. Para informar desde una situación de restricciones en una ciudad desconcertante con las calles vacías, el periodista busca respuestas con profesionalidad periodística y de reportero, para escribir las crónicas e informar a sus lectores.
Como corresponsal, Jaime Santirso cuenta el privilegio que tuvieron los pocos periodistas que estuvieron en el epicentro de la noticia, una epidemia que marcará varios años del siglo XXI a escala mundial, la pandemia del COVID-19.